# Black Jack (манґа)
Black Jack (яп. ブラック・ジャック, Буракку Дзякку) — японська манґа, написана та проілюстрована Тедзукою Осаму в 1970-х роках, що розповідає про медичні пригоди головного героя, лікаря Блек Джека. Складається з сотень коротких, самодостатніх історій, які зазвичай складають близько 20 сторінок. За манґою також було знято аніме, два телевізійні серіали (режисери Кувахара Сатосі та син Тезуки Тедзука Макото) та два фільми.
У 1977 році вона отримала першу премію манґи Коданся в категорії «сьонен». Відтоді вона стала другою найбільш продаваною мангою Тедзуки після Tetsuwan Atom з понад 50 мільйонами проданих копій лише в Японії. Аніме-адаптація Осаму Дедзакі Black Jack: The Movie отримала нагороду «Найкращий анімаційний фільм» на церемонії вручення кінопремій Mainichi Film Awards 1996 року.

## Сюжет
Більшість історій розповідають про те, як Блек Джек робить добрі справи, за які він рідко отримує визнання — часто безкоштовно лікує бідних і знедолених або викладає зарозумілим урок смирення. Іноді вони закінчуються тим, що добра, гуманна людина переносить труднощі, часто неминучу смерть, щоб врятувати інших.

## Медіа

### Манґа
Серія манґи була вперше опублікована в журналі манґи сьонен Акіта Шьотен Weekly Shōnen Champion з 1973 по 1983 рік. Кожен з 25 опублікованих томів танкобон був поділений на 12-15 розділів; кожен розділ має близько 20-ти сторінок. Перший випуск мав назву «Мені потрібен лікар!», а останній — «Питання пріоритету». Більшість томів манги ніколи не були безпосередньо адаптовані до аніме-форми, доки в 2003 році не вийшов спеціальний серіал Black Jack, що поклало початок аніме-серіалу Black Jack у 2004 році та Black Jack 21 у 2006 році.
Vertical Inc. випустила перекладені томи серії у Сполучених Штатах, починаючи з 1-го тому у вересні 2008 року і закінчуючи 17-м томом у листопаді 2011 року. Ці збірки включають близько десятка оповідань в оригінальному розгорнутому форматі, причому оповідання публікуються в тому ж порядку, що й японські збірки «Блек Джек». Vertical також випустила лімітовані видання перших трьох томів, які включають бонусні оповідання, що не друкувалися в жодному іншому виданні.
Два перекладені томи раніше були опубліковані видавництвом Viz Communications, але ці видання вже не виходять друком.
Існує також серія під назвою Black Jack ALIVE, яка була опублікована в 2005 році, ця серія була створена численними художниками, які додавали історії до оригінальної серії. Глава з цієї серії була опублікована в останньому томі «Magetsukan Kitan». У 2013 році він святкує своє 40-річчя з моменту своєї першої появи, а також 60-річчя Принцеси Лицаря та 50-річчя Astro Boy.
Манґа Шюхо Сатопід назвою Say Hello to Black Jack не має жодного відношення до серії Black Jack, а також її продовження Shin Black Jack ni Yoroshiku.
Рімейк 2005 року отримав назву Black Jack — Kuroi Ishi.
Інша манґа під назвою Black Jack NEO була опублікована іншим автором. Можливо, це буде черговий ремейк. Інформації відомо небагато.
Young Black Jack — ще одна манґа, написана Йошіакі Табата та проілюстрована Юґо Окумабі, з персонажами Тедзуки, яка почалася в 2011 році в журналі cейнен-манґи Young Champion і закінчилася в 2019 році. Історія розповідає про Блека Джека як студента-медика в 1960-х роках.
У листопаді 2023 року в рамках проекту «TEZUKA2023» та з нагоди 50-річчя Black Jack вийшла нова 32-сторінкова манґа виробництва Tezuka Productions з використанням Штучного Інтелекта у щотижневому журналі «Shonen Champion» видавництва Akita Shoten. Команда проекту вибрала найбільш підходящий сюжет і персонажів з безлічі варіантів, які були згенеровані штучним інтелектом на основі творів Тедзуки. Зрештою, була опублікована абсолютно нова історія манги Black Jack, створена спільно ШІ та людьми.

### Аніме
Вперше Блек Джек з'явився на телебаченні в римейку «Tetsuwan Atom» 1980 року. Епізод 27 «Хлопчика-астронавта» об'єднав три окремі твори Тездуки: Астро, Уран, доктор Роґет (Блек Джек) і Пенні (Піноко) подорожують у часі до Молавії 15-го століття (Срібної країни). У цій сюжетній лінії Блек Джек проводить операцію з порятунку життя критично пораненої принцеси Сапфір (з фільму «Стрічка без Кіші»), а Астро і Уран відбиваються від Гора, злого мага, який прагне узурпувати трон. Характерно, що Роже/Блек Джек відмовляється оперувати, поки йому не запропонують ключ від скарбниці, але згодом бере лише одну пам'ятну монету від вдячного двору (яка виявляється вартістю $200 000 000, коли він повертається в час Астро).
Блек Джек також з'явився в епізодичній ролі у фільмі «Фенікс 2772» як наглядач міжзоряної в'язниці, а також є одним з головних героїв телевізійного фільму «Мільйонна подорож: Книга Бандара», де він грає роль космічного пірата, чимось схожого за концепцією на «Капітана Гарлока» Лейдзі Мацумото.

#### OVA
У 1992 році протеже Тедзуки Осаму Дедзакі зняв театральний фільм і десять серіалів OVA, які вийшли на екрани між 1993 і 2000 роками. Шість OVA, разом із фільмом, спочатку були доступні у Північній Америці лише у вигляді дубляжу на VHS, але згодом десять OVA були випущені на двомовному DVD-диску Region 1. Журнал Wizard обрав цей серіал як «Аніме місяця» у серпні 1997 року, назвавши його «одним із найпохмуріших і найжорстокіших відеосеріалів останніх років». Наступні дві OVA були випущені у 2011 році і отримали назву Black Jack Final. У Black Jack Final Осаму Дедзакі посмертно був названий почесним режисером.

#### Телесеріали
У 2003 році в ефір вийшов чотирисерійний рекламний телесеріал під назвою Black Jack Special: The 4 Miracles of Life.
З 11 жовтня 2004 року по 6 березня 2006 року в ефір вийшов оригінальний телевізійний серіал «Блек Джек», що складався з 61 епізоду. Серіал є адаптацією оригінальної манги Тедзуки. Наразі серіал можна безкоштовно переглянути на Viki та Crunchyroll. Anime Sols успішно профінансував краудфандинг перших 26 епізодів серіалу для випуску на DVD, починаючи з Епізоду 0. Right Stuf та Crunchyroll наразі продають додаткові копії першого бокс-сету на своїх веб-сайтах.
З 10 квітня 2006 року по 4 вересня того ж року на екрани вийшов серіал-продовження з сімнадцяти епізодів під назвою «Блек Джек 21» («Блек Джек у 21 столітті»). Адаптований на основі окремих глав манги, «Блек Джек 21» має абсолютно нову всеохоплюючу сюжетну лінію за участю батька Джека і могутньої таємничої організації, яка намагається вбити Джека. Хоча серіал «Чорний Джек 21» ніколи не був ліцензований у США, в інтернеті можна знайти кілька версій із субтитрами.
Попередні два аніме, Black Jack і Black Jack 21, дещо відрізняються від манги, змінюючи місце дії на початок 2000-х років, дозволяючи використовувати плоскі РК-дисплеї та інші елементи, яких не було в манзі 1973-83 років. Епізоди засновані на розділах манги «Блек Джек», частково або повністю, іноді об'єднуючи дві історії в одному епізоді, а також дещо змінені, щоб полегшити серйозні проблеми та підтекст історій. Фонові та допоміжні персонажі, такі як собака Ларґо, Вато, Шараку та Хіґе, були додані та використані для комічного полегшення або для підтримки Піноко, коли лікар був відсутній.
1 жовтня 2015 року розпочався показ дванадцятисерійного аніме «Молодий Блек Джек» про пригоди студента-медика Блек Джека. Він заснований на однойменній манзі-спін-офф, написаній Йошіакі Табатою та проілюстрованій Юґо Кумою. Хоча нове аніме точніше відповідає хронології оригінальної манґи 1973-83 років Осаму Тедзуки, воно дещо відрізняється від аніме 2004 року.
Якщо дія «Young Black Jack» відбувається наприкінці 1960-х років на тлі активізму проти війни у В'єтнамі, то дія аніме 2004 року — на початку 2000-х, що становить майже 40-річну різницю в часі, хоча Блек Джек, здається, постарів менш ніж на 10 років.

#### ONA
Оригінальна адаптація мережевої анімації (ONA), що складається з 12 епізодів, також відома як Black Jack Internet або Black Jack Flash, була випущена в 2001—2002 роках і доступна лише за передплатою для завантаження в Інтернеті. Серіал було створено з використанням Flash-анімації, яка мала унікальну «систему Zapping» та «систему Action». «Zapping system» дозволяла глядачеві змінювати точку зору камери, а «Action system» використовувалася здебільшого для комічного ефекту.

#### Фільми
У 1996 році було знято два фільми серії: перший «Блек Джек: Фільм», повнометражний фільм, і другий «Блек Джек: Переказ капіталу в Хейан», спеціальний 10-хвилинний короткометражний фільм.
У грудні 2005 року вийшов третій фільм під назвою «Чорний Джек: Два доктори темряви». Фільм описує спроби Блек Джека запобігти групі, відомій під назвою «Привид Ікара», розпочати широкомасштабну біологічну війну, яка може знищити людство, працюючи разом із сумнозвісним доктором Кіріко.

#### Короткометражний фільм
7-хвилинний короткометражний фільм під назвою Dr. Pinoko no Mori no Bōken був показаний перед Black Jack: The Two Doctors of Darkness .

### Ігровий фільм
- Першою екранізацією історії про Блек Джека став фільм 1977 року Hitomi no naka no houmonsha (瞳の中の訪問者 — «Гість в оці», також відомий як «Відвідувач ока»), знятий режисером Хаусу Нобухіко Фбаяші з Джо Шісідо в головній ролі Блек Джека. Хоча весь фільм знято в прямому ефірі, початкові титри анімаційні у фірмовому стилі Тезуки.
- У 1981 році стартував телевізійний драматичний серіал «Каяма Юдзо но Блекджек», в якому, як випливає з назви, головну роль Блекджека виконує актор Юдзо Каяма. У цій версії історія походження Блекджека змінена, і він отримав таємне ім'я Міро Бан до, бізнесмена і власника художньої галереї. Серіал транслювався на телеканалі TV Asahi з 8 січня по 9 квітня 1981 року і тривав 13 епізодів[12].
- У 1996 році Bandai Visual випустила три direct-to-video фільми про Блек Джека, з Дайсуке Рю в ролі Блек Джека та Хонамі Тадзіма в ролі Піноко[13].
- У 2000—2001 роках на телеканалі TBS (Tokyo Broadcasting System) вийшла серія з трьох створених для ТБ фільмів . Їх зняв Юкіхіко Цуцумі, а Масахіро Мотокі зіграв у ролі Блекджека[14].
- Молодий Блек Джек (ヤング ブラック・ジャック) — це переосмислення історії походження Блек Джека з Масакі Окадою в ролі молодого Куро Хазама, перш ніж він став відомий як Блек Джек. Почав транслюватися 23 квітня 2011 року[15].
- Китайська кінокомпанія Beijing Enlight Media розробляє онлайн-серіал онлайн-екшн-адаптації Black Jack із 13 запланованими фільмами, а також кінотеатром[16].

### Поява в інших медіа
Аніме-версію персонажа можна було побачити в рекламі, де він об'єднався з доктором Хаусом з серіалу «Доктор Хаус» для просування останнього в Японії. Блек Джек також з'являється як ігровий персонаж у грі-головоломці Crystal Crisis 2019 року. Animoca Brands додала Блек Джека, а також Піноко та доктора Кіріко як ігрових персонажів до своєї гри Crazy Defense Heroes у 2020 році.

## Музей
З 3 березня по 27 червня 2016 року Музей манґи Осаму Тезуки, розташований у місті Такаразука, префектура Хьоґо, Японія, спонсорував художню виставку, присвячену «Героїням коміксів Осаму Тезуки». На виставці були представлені головні героїні коміксів Тезуки, такі як Сапфіра з «Принцеси-лицаря» та Піноко з «Блек Джека».